# Ernst August Geitner
Ernst August Geitner, född 1783, död 1852, var en tysk kemist.
Geitner framställde 1815 ultramarin, och uppfann 1819 konsten att färga tyg och textilvaror med kromater. Geitner anlade 1831 en nysilverfabrik vid Aue, senare en porslinsfabrik i Böhmen och ett nickelverk i Ungern.